# Adult Pop Airplay
成人流行电台单曲榜（英語：Adult Pop Airplay），前称与是《告示牌》根據尼爾森廣播數據系統統計的電台播放量前“40大最流行的成人歌曲”製作的一份榜單。

## 外部連結
- Current Billboard 成人流行电台单曲榜 （页面存档备份，存于）